# Артур Пауль
Артур Пауль (нім. Artur Paul; 11 квітня 1899, Аргенау — 9 грудня 1968, Фатерштеттен) — німецький військовий інженер, генерал-інженер люфтваффе вермахту (1 квітня 1944), бригадний генерал люфтваффе бундесверу (16 серпня 1957). Кавалер Лицарського хреста Хреста Воєнних заслуг з мечами.

## Біографія
Під час Першої світової війни 6 червня 1917 року вступив добровольцем в армію. 6 травня 1919 року демобілізований. 1 травня 1926 року вступив в Німецький союз авіаспорту (DLV) — фактично таємні ВПС. З 29 квітня 1928 року — технік секретної льотної школи рейхсверу в Липецьку. З 1 січня 1934 року — технічний директор авіагрупи в Лехфельді. 1 червня 1936 року переведений у люфтваффе. В лютому-квітні 1939 року — технічний адміністратор з авіаційного спорядження легіону «Кондор». З 16 квітня 1939 року — дивізійний інженер 5-ї авіадивізії, потім корпусний інженер 5-го авіакорпусу. З 1 жовтня 1940 року — головний інженер авіаційної області «Західна Франція» (зі штаб-квартирою в Етампі), з 1 травня 1942 року — Командування ВПС «Схід», потім 6-го повітряного флоту. Учасник Німецько-радянської війни. 1 вересня 1944 року призначений головним інженером люфтваффе, керував технічними питаннями бойового постачання авіації. 9 травня 1945 року взятий в полон союзниками, але в тому ж році звільнений. 16 серпня 1957 року вступив у ВПС ФРН і був призначений інспектором постачання, техніки та спорядження в Головному управлінні ВПС. 31 березня 1963 року вийшов у відставку.

## Нагороди
- Почесний хрест ветерана війни
- Нагрудний знак пілота
- Медаль «За вислугу років у Вермахті» 4-го і 3-го класу (12 років; 2 жовтня 1936) — отримав 2 нагороди одночасно.
- Іспанський хрест в бронзі (6 червня 1939)
- Медаль «За Іспанську кампанію» (Іспанія)
- Залізний хрест 2-го класу
- Хрест Воєнних заслуг 2-го і 1-го класу з мечами
- Лицарський хрест Хреста Воєнних заслуг з мечами (15 липня 1944)
- Орден «За заслуги перед Федеративною Республікою Німеччина», командорський хрест (22 лютого 1963)